# معركة بلادينسبورغ
معركة بلادينسبورغ هي معركة ضمن حملة تشيزبيك خلال حرب عام 1812، جرت أحداثها في 24 أغسطس عام 1814 في بلادينسبورغ في ولاية ماريلاند، 8.6 ميل (13.8 كم) شمال شرق واشنطن العاصمة.
سميت هذه المعركة «أعظم وصمة عار للقوات المسلحة الأمريكية»، وفيها هزمت قوة بريطانية مكونة من جنود نظاميين ومشاة البحرية الملكية قوة أمريكية مشتركة من الجيش النظامي وقوات مليشيا الدولة. وقد أدت الهزيمة الأمريكية إلى الاستيلاء على العاصمة الوطنية واشنطن وحرقها، وهي المرة الوحيدة التي سقطت فيها المدينة في أيدي غزاة أجانب.

## الخلفية

### الخطط البريطانية
خلال العامين الأولين من حرب 1812 (1812-1815) كان البريطانيون منشغلين بالحرب ضد نابليون والإمبراطورية الفرنسية في أوروبا. ومع ذلك فإن السفن الحربية التابعة للبحرية الملكية بقيادة الأدميرال جورج كوكبيرن كانت الثانية في قيادة مركز أمريكا الشمالية، وسيطرت على خليج تشيزبيك من أوائل عام 1813 واستولت على أعداد كبيرة من السفن التجارية الأمريكية. ثم احتلوا جزيرة تانغير قبالة سواحل فيرجينيا، وأسسوا فورت ألبيون كمرسى ومنطقة انطلاق. ونشروا ما يصل إلى 1200 جندي بريطاني هناك.
دمرت الأطراف المهاجمة المسابك والمدفعيات ونهبت العديد من البلدات الصغيرة، لكن نقص القوات أدى إلى تقييد كوكبيرن بشن غارات على نطاق صغير، وكانت أكبرها معركة جزيرة كراني، في ميناء هامبتون رودز بالقرب من نورفولك في ولاية فيرجينيا، والتي شارك فيها 2000 من رجال الجيش البريطاني ومشاة البحرية الملكية. وعلى الرغم من انسحاب كوكبيرن من خليج تشيزبيك في أواخر عام 1813، إلا أن البحارة التابعين له أخذوا أدوات السبر ووضعوا عوامات لتحديد القنوات والحواجز الرملية، استعدادًا لحملة متجددة في عام 1814.
بحلول أبريل من عام 1814 هُزم نابليون ونُفي إلى جزيرة إلبا قبالة سواحل إيطاليا، وأصبحت أعداد كبيرة من السفن والقوات البريطانية الآن متوفرة لاستخدامها في إكمال حرب المياه السابقة مع الولايات المتحدة. وكجزء من الإجراءات المتخذة لإكمال الحرب بقوة أكبر حل نائب الأدميرال السير ألكسندر كوكران محل الأدميرال السير جون بورلاس وارين كقائد أعلى لمركز أمريكا الشمالية، وكان السير ألكسندر كوكران ضابطًا أكثر نشاطًا وخبرة وغالبًا ما عبر عن حقده على الولايات المتحدة.
اتجهت معظم القوات المتوفرة حديثًا إلى كندا حيث كان الفريق السير جورج بريفوست (الذي كان الحاكم العام لكندا والقائد العام في أمريكا الشمالية) يستعد لقيادة غزو إلى نيويورك من كندا، متجهًا إلى بحيرة شامبلين ونهر هدسون الأعلى. وكذلك أرسل إيرل باتهورست، وزير الدولة للحرب والمستعمرات، لواءً من 2500 جندي، معظمهم من قدامى المحاربين من جيش دوق ولنغتون، وبقيادة اللواء روبرت روس إلى الحصن الإمبراطوري في برمودا، ومن هناك جرى الإشراف على الحصار المفروض على الساحل الأمريكي وحتى احتلال بعض الجزر الساحلية طوال الحرب. ووصل اللواء روس إلى هناك على متن إتش إم إس رويال أوك وثلاث فرقاطات وثلاث سفن حربية وعشر سفن أخرى. وكان القصد من هذه القوة تنفيذ غارات على ساحل المحيط الأطلسي «لإحداث تغيير على سواحل الولايات المتحدة الأمريكية لصالح الجيش المستخدم في الدفاع عن كندا العليا والسفلى».

## خطط واستعدادات الولايات المتحدة
في تلك الأثناء كان ألبرت غالاتين المفوض المعين من قبل الرئيس جيمس ماديسون للمفاوضات مع الحكومة البريطانية قد أرسل أخبارًا من أوروبا عن تنازل نابليون عن العرش والتشدد الواضح في المواقف البريطانية تجاه الولايات المتحدة.
في 1 يوليو عام 1814 استدعى ماديسون مجلس وزرائه لمناقشة التهديد المتزايد على الساحل الأطلسي للولايات المتحدة، بما في ذلك واشنطن، على الرغم من أن وزير الحرب جون آرمسترونغ الابن أصر على أن البريطانيين لن يهاجموا واشنطن، لأنها كانت غير مهمة من الناحية الاستراتيجية. وشعر أن الهدف الأكثر ترجيحًا سيكون مدينة بالتيمور، التي تضمنت أهدافًا تجارية ونهبًا أكثر من واشنطن. وكان آرمسترونغ نصف محق. فقد شن البريطانيون هجمات ضد كل من بالتيمور وواشنطن.
في 2 يوليو حدد ماديسون المنطقة المحيطة بواشنطن وبالتيمور باعتبارها المنطقة العسكرية العاشرة للجيش الأمريكي، ودون استشارة آرمسترونغ، عين العميد ويليام ويندر قائدًا لها. وكان ويندر ابن شقيق ليفين ويندر الحاكم الفيدرالي لماريلاند. ومارس المحاماة في بالتيمور قبل أن يجري تكليفه برتبة عقيد في عام 1812، وكان قد أفرج عنه حديثًا بعد أسره في معركة ستوني كريك في يوليو عام 1813.
في 5 يوليو تبادل هو وآرمسترونغ. واقترح ويندر استدعاء بعض الميليشيات مسبقًا استعدادًا لأي هجوم، لكن آرمسترونغ أصر على أنه من الأفضل استخدام الميليشيا في لحظة الهجوم. وأمضى ويندر شهرًا يزور الحصون والمستوطنات تحت قيادته الجديدة. ولم يزوده آرمسترونغ بأي طاقم، وعلى الرغم من مخاوفه من أن البريطانيين قد يشنون هجومًا ضد أي نقطة تقريبًا مع القليل من التحذير، لم يأمر ويندر ببناء أي تحصينات ميدانية، ولم يقم بأي استعدادات أخرى.

## الحملة

### التحركات البريطانية
على الرغم من أن اللواء روس كان يقود القوات البريطانية في خليج تشيزبيك، إلا أن نقطة الهجوم كان من المقرر أن يحددها نائب الأدميرال كوشرين، الذي ركز أربع سفن خطية وعشرين فرقاطة وحراقات وعشرين وسيلة نقل تحمل جنود روس في جزيرة تانغير. وفضل الأدميرال كوكبيرن، الرجل الثاني في قيادة كوكرين، هجومًا سريعًا على واشنطن، لكن روس لم يكن متحمسًا. وبقي رجاله محتجزين على متن وسائل النقل الخاصة بهم لما يقرب من ثلاثة أشهر، وكان يفتقر إلى سلاح الفرسان والمدفعية والنقل. وكان روس أيضًا حذرًا من أسطول خليج تشيزبيك الأمريكي المتربص في نهر باتوكسينت. وكان هدفه الأول هو الاستيلاء على الأسطول الأمريكي أو تدميره.
أرسل كوكرين قوتين للقيام بهجمات مضللة. وهددت الفرقاطة إتش إم إس مينيلوس وبعض السفن الصغيرة بشن غارة على بالتيمور، بينما أبحرت فرقاطتان وبعض السفن الشراعية حاملة القنابل وسفن القذائف في نهر بوتوماك، وأسفرت الحملة عن غارة ناجحة على ألكسندريا. وتركزت المجموعة الرئيسية في نهر باتوكسينت. ونزلت قوات روس في بنديكت في 19 أغسطس، وبدأت بالسير في اتجاه المنبع في اليوم التالي، بينما واصل كوكبيرن صعود النهر بقوارب السفن والمراكب الصغيرة. وبحلول 21 أغسطس وصل روس إلى نوتنغهام، واضطر العميد البحري جوشوا بارني لتدمير الزوارق الحربية وغيرها من المراكب الشراعية في أسطول خليج تشيزبيك في اليوم التالي، والتراجع برًا نحو واشنطن.
واصل روس صعود نهر باتوكسينت إلى أبر مارلبورو انطلاقًا من نوتنغهام، حيث أمكنه أن يهدد بالتقدم إما إلى واشنطن أو بالتيمور ما أربك الأمريكيين. وربما أمكنه الاستيلاء على العاصمة دون مقاومة تقريبًا لو أنه تقدم في 23 أغسطس، لكنه بدلًا من ذلك أراح رجاله ونظم قوته. وفي ليلة 23-24 أغسطس، بناءً على طلب الأدميرال كوكبيرن وبعض ضباط الجيش البريطاني تحت قيادته، قرر روس المخاطرة بشن هجوم على واشنطن. وكان لديه أربع كتائب مشاة، كتيبة من مشاة البحرية الملكية، وقوة قوامها نحو 200 رجل من فيلق مشاة البحرية الاستعمارية، والتي كانت تتألف من لاجئين سود جرى تجنيدهم محليًا من العبيد، وكتيبة صاروخ كنغرف من كتيبة مشاة البحرية الملكية، و50 من جنود البحرية الملكية وعمال المناجم، و100 حامل مدفعية من البحرية، و275 بحارًا لنقل الإمدادات. وبلغ مجموع قواته 4370 رجلًا، مع مدفع 6 هاون، ومدفعين 3 هاون، وستين قاذفة، كل واحدة ملحقة بصاروخ. ورافق الأدميرال كوكبيرن هذه القوة.
كان لدى روس خياران يمكن من خلالهما التقدم: من الجنوب عبر ووديارد أو من الشرق عبر بلادينسبورغ. وشمل المسار السابق إيجاد طريق عبر جزء غير قابل للعبور من الفرع الشرقي لنهر بوتوماك (يسمى الآن نهر أناكوستيا) إذا دمرت الولايات المتحدة الجسر على الطريق. وفي صباح يوم 24 أغسطس ادعى روس المسير في الطريق الجنوبي، قبل أن ينحرف فجأة شمالًا نحو بلادينسبورغ.